# La Chèze
La Chèze é uma comuna francesa na região administrativa da Bretanha, no departamento Côtes-d'Armor. Estende-se por uma área de 2,53 km². Em 2010 a comuna tinha 587 habitantes (densidade: 232 hab./km²).